# Weekend im Paradies
Weekend im Paradies ist eine deutsche Filmkomödie aus dem Jahr 1931 unter der Regie von Robert Land. Sie basiert auf dem gleichnamigen Schwank von Arnold und Bach.

## Handlung
Berlin, 1930: Regierungsrat Dittchen, dienstbeflissener Beamter einer städtischen Behörde, schiebt Frust, da er zum wiederholten Male nicht befördert wurde, sondern stattdessen der junge, aufstrebende von Giersdorf, der Neffe des Präsidenten. Die Enttäuschung ist derart groß, dass er sich in der folgenden Nacht in verschiedenen Lokalen betrinkt und sich am Morgen danach an nichts mehr erinnern kann. Als ihm die lebenslustige „Tutti“ seine verlorengeglaubten Hausschlüssel zurückbringt, glaubt Dittchen zunächst ein Techtelmechtel mit ihr gehabt zu haben. Tutti habe den sturzbetrunkenen Dittchen aber lediglich nach Hause gebracht, nachdem dieser sie in einer Bar gegen einen aufdringlichen Verehrer – wegen dessen großer Nase fortan nur „Kakadu“ genannt – verteidigt hat. Dafür habe Dittchen sich vom Kakadu eine schallende Ohrfeige eingefangen.
Der Regierungsrat sieht seine Stunde gekommen, als der Villenbesitzer Badrian auf dem Amt erscheint: dieser habe sein Stadtrand-Grundstück am Schnakensee in direkter Nachbarschaft des Hotels „Zum Paradies“, welches als Wochenendresort für frivole Aktivitäten teils unverheirateter Paare unter fremdem Namen dient. Gegen diese Zustände bzw. den damit verbundenen Rummel ersucht Badrian vorzugehen, wessen sich Dittchen annimmt, um endlich befördert zu werden und auch seiner Frau Hedwig zuliebe, welche sich dies noch sehnlicher wünscht als er. Unterstützt von der sittenstrengen wie altjüngferlichen Landtagsabgeordneten Haubenschildt bricht Dittchen zum Hotel auf.
Ohne dessen Wissen findet sich allerdings auch die restliche Amtsleitung im „Paradies“ ein: durch eine Verwechslung hält Oberregierungsrat von Giersdorf Tutti für Dittchens Frau und lädt sie ins Hotel ein. Zeitgleich bändelt die echte Hedwig Dittchen mit dem übergeordneten Chef ihres Mannes, Ministerialrat Breitenbach, an, um die Beförderung auf diesem Wege zu erreichen. Komplettiert wird das Chaos durch Schreibkraft Lore, welche mit ihrem Freund, einem Assessor des Amtes, ebenfalls im Hotel absteigt.
Als Dittchen mit Haubenschildt und einem Kriminalbeamten eintrifft und zunächst auf Tutti trifft, rächt er sich an von Giersdorf, indem beide dem Oberregierungsrat eine Eifersuchtsszene vorspielen. Als Dittchen dann auch noch wieder auf den Kakadu trifft und dieser im weiteren Verlauf im Glauben einer Animierdame über die Abgeordnete Haubenschildt herfällt, lässt Dittchen durch den Kriminalbeamten alle angeblichen Paare (bis auf Lore und ihren Freund) verhaften, was zu peinlicher Berührtheit führt, als sich alle gegenseitig erkennen. Tutti entpuppt sich als Frau des Kriminalers und als Dittchen seine eigene Frau an Breitenbachs Seite sieht, ist er genauso bestürzt.
Am folgenden Montag nach dem Wochenende hat Dittchen seinen Bericht fertiggestellt, welchen er dem Präsidenten vorlegen will. Zeitgleich hat sich der neue Ministerialdirektor Dr. Grimmeisen für seinen ersten Arbeitstag angekündigt. Dittchen und seine Hedwig sprechen sich endlich über die Geschehnisse aus und verzeihen einander. Von Giersdorf und Breitenbach begegnen Dittchen normal, aber reserviert angesichts der Geschehnisse. Um sich aus der peinlichen Situation heraus zu manövrieren, sorgt jeder der beiden für Dittchens erhoffte Beförderung: Breitenbach für die zum Oberregierungsrat, von Giersdorf für die zum Ministerialrat.
Tragische Helden werden Badrian und Lore: der Villenbesitzer hat sich mit der Situation des Hotels inzwischen arrangiert und will Dittchens Maßnahmen stoppen, worauf dieser ihn erzürnt hinauswirft. Badrian will sich daraufhin bei dessen weiteren Vorgesetzten beschweren, wird aber immer wieder an Dittchen verwiesen, der kurz zuvor befördert wurde. Lore indes muss Dittchens Bericht immer wieder neu schreiben, da dieser die belastenden Seiten seiner Kollegen nach den Beförderungen entfernt.
Als schließlich Dr. Grimmeisen auftritt, entpuppt sich ausgerechnet dieser als der Kakadu. Und als dieser beim Präsidenten vorstellig wird, weilt die Abgeordnete Haubenschildt ebenfalls dort und erkennt ihren übergriffigen Lustmolch. Grimmeisen wird suspendiert und Dittchen vorerst übergangsweise zum Ministerialdirektor befördert, da der Präsident so viel Gutes über diesen gehört hat. Dittchen ist ob der „steilen Karriere“ sichtlich geplättet und Badrian dem Verzweifeln nahe, als er wieder an diesen verwiesen wird.

## Kritik
- „Das Sujet lebt nicht allein von Situationskomik, drastischen Situationen und Verwicklungen. Es verfügt auch über einen amüsanten Grundgedanken. Die recht flotte Regie beweist in der Führung des pointenreichen Dialogs Witz und Sinn für Persiflage, findet im gut abgestimmten Ensemble ihre Ergänzung.“ (Paimann’s Filmlisten, 1931)
- „Was gespielt und gesprochen wird, stammt aus einem altbewährten Schwank von Arnold und Bach, den Ernst Neubach [filmreif] gemacht hat.“ (Der Kinematograph, 1931)

## Trivia
- Siegfried Breuer feiert mit diesem Streifen sein Filmdebüt.
- Dies ist die erste Leinwand-Adaption des Bühnenstoffes, welchem in den folgenden Jahrzehnten noch weitere Fassungen folgen.
  - 1952 entstand mit Liebe im Finanzamt eines etwas abgewandelte Neuverfilmung mit Paul Dahlke in der Hauptrolle.
  - 1965 zeigte die ARD eine Version mit Georg Thomalla als Dittchen (Regie: Rolf von Sydow).
  - 1973 drehte man für die ARD eine (hochdeutsche) Bühnenfassung als TV-Sendung aus dem Millowitsch-Theater u. a. mit Willy Millowitsch (Dittchen), Günther Jerschke (Grimmeisen), Wolfgang Kieling (Breitenbach) und Herbert Weißbach (Wuttke).
  - Eine weitere (hochdeutsche) TV-Bühnenfassung für die ARD entstand 2002 im Ohnsorg-Theater unter dem Titel „Lustfahrt ins Paradies“ u. a. mit Jens Scheiblich (Dittscher[Dittchen]), Ursula Hinrichs (Haubenschildt), Karl-Ulrich Meves (Grimmeisen) und Robert Eder (von Giersdorf).